# Anna Neagle
Anna Neagle, pseudoniem van Florence Marjorie Robertson, (Forest Gate (Newham), 20 oktober 1904 – West Byfleet (Surrey, 3 juni 1986) was een Britse actrice en zangeres.
Neagle was vijftien jaar lang (1937–1952), inzonderheid in de eerste jaren na de Tweede Wereldoorlog, een van de populairste Britse filmvedetten. Ze stond bekend om haar bekoorlijke en verfijnde verschijning. De meeste van haar films werden geregisseerd en geproduceerd door haar echtgenoot Herbert Wilcox.
Ze was vooral te zien in vederlichte musicals, komedies en historische drama's. In die laatste categorie films portretteerde ze op treffende wijze Britse historische personages zoals Nell Gwynn (Nell Gwynn, 1934), Queen Victoria (Victoria the Great, 1937, en Sixty Glorious Years, 1938), Edith Cavell (Nurse Edith Cavell, 1939), Amy Johnson (They Flew Alone, 1942) en Florence Nightingale (The Lady with the Lamp, 1951).

## Leven en werk

### Opgang in de jaren dertig
Vanaf 1917–1918 was Neagle al te zien als danseres en zangeres in musicals. In 1931 nam ze de naam Anna Neagle aan (haar moeders familienaam) toen ze aantrad in de musical Stand Up and Sing (1931). Deze musical werd honderden keren opgevoerd en leidde tot haar doorbraak in de filmwereld vermits cineast Herbert Wilcox haar talent opmerkte. In 1932 vormden Neagle en Wilcox voor het eerst een team: ze vertolkte de vrouwelijke hoofdrol in de op een werk van Eric Maschwitz gebaseerde musicalfilm Goodnight, Vienna (1932). De film kreeg heel wat bijval en Neagle werd van de ene op de andere dag een gevierde filmactrice. Op twee uitzonderingen na draaide ze vanaf dan nog enkel onder regie van Wilcox die in 1943 haar echtgenote werd.
In 1934 vierde Neagle haar eerste groot succes met Nell Gwynn. In dit historisch drama, dat een remake was van Nell Gwyn, Wilcox' eigen stomme film uit 1926, volgde ze Dorothy Gish op in de titelrol als de 17e-eeuwse actrice en minnares van Karel II van Engeland. Een jaar later portretteerde ze een andere actrice, de 18e-eeuwse Ierse Peg Woffington in Peg of Old Drury.
Het in de circuswereld gesitueerde drama Three Maxims (1936, The Show Goes On in de Verenigde Staten). toonde Neagle in een driehoeksverhouding die de uitvoering van een trapezenummer dreigt te verstoren. Aan het scenario werkte de gereputeerde Herman J. Mankiewicz mee.
In 1937 gaf Wilcox haar haar meest prestigieuze rol tot nog toe als Queen Victoria in Victoria the Great. Dit gedeeltelijk in Technicolor opgenomen historisch drama focuste zowel op het politieke als op het privéleven van de vorstin. Victoria the Great was zo'n internationaal succes dat Wilcox spoedig een vervolg draaide dat helemaal in Technicolor werd gedraaid: Sixty Glorious Years (1938).
In de jaren dertig bleef Neagle ook werkzaam op de planken.

### Kortstondig Amerikaans intermezzo
Het dubbelluik Victoria the Great-Sixty Glorious Years trok spoedig de aandacht van Hollywood. Het kwam tot een samenwerkingsovereenkomst tussen de tandem Neagle-Wilcox en RKO Pictures. Hun eerste Amerikaanse film werd de dramatische biopic Nurse Edith Cavell (1939), Wilcox' eigen remake van de controversiële stomme film Dawn (1928), zijn dramatische biopic over het leven van Edith Cavell. Het aangrijpende levensverhaal van de moedige geëngageerde Britse verpleegster die voortvluchtige militairen voorthielp en daarvoor door de Duitsers werd geëxecuteerd werd opgevolgd door drie lichte musicalfilms waarin Neagle haar zangtalent kon demonstreren.
De laatste Amerikaanse film van het koppel was Forever and a Day (1943), een drama gedraaid door Wilcox en zes andere cineasten. Tientallen bekende acteurs beeldden het wel en wee uit van een Londense familie van 1804 tot de nazibombardementen van 1940–1941.

### Terug in Groot-Brittannië
De biopic They Flew Alone (1942, uitgebracht vóór Forever and a Day) schetste het leven van de het jaar voordien verongelukte Britse pilote Amy Johnson. De sfeervolle spionagefilm Yellow Canary (1943) toonde hoe Neagle als Brits agente tijdens de Tweede Wereldoorlog undercover gaat om een nakende bomaanslag aan het licht te brengen.

#### De populaire 'Londense films' van Wilcox
In 1945 speelde ze naast Rex Harrison de hoofdrol in de als een romantische tragikomedie opgevatte Tweede Wereldoorlogsfilm I Live in Grosvenor Square. Deze film was de voorloper van een reeks die Wilcox' 'Londense films' werden genoemd, werken die enorm veel succes oogstten en Neagle's populariteit nog meer deden stijgen.
Voor het drama Piccadilly Incident (1946) engageerde Wilcox Michael Wilding om team te vormen met Neagle. Zo ontstond het door het naoorlogse Groot-Brittannië erg gekoesterde acteursduo Neagle-Wilding dat zes films draaide. Het erg gesmaakte Piccadilly Incident voerde Neagle op als een vrouw van wie iedereen denkt dat ze dood is maar die na de oorlog weer op het thuisfront opdoemt en een hertrouwde echtgenoot aantreft. OpvolgerThe Courtneys of Curzon Street (1947), een historisch drama over een baronet die rond 1900 tegen alle conventies in met een Ierse dienstmeid huwt, deed de filmkassa's nog meer rinkelen en groeide uit tot de succesrijkste film van 1947 in Groot-Brittannië.
De romantische komedie Spring in Park Lane (1948) was de derde in de rij en werd eveneens de grootste kaskraker van het jaar in Groot-Brittannië. Neagle vertolkte opnieuw een vrouw van eenvoudige komaf, een secretaresse, die verliefd wordt op een aristocraat, deze keer een verarmde. De reeks werd afgesloten met de romantische muzikale komedie Maytime in Mayfair (1949). Deze sequel van Spring in Park Lane sloeg al evenzeer aan bij het grote publiek.

### De jaren vijftig

#### Laatste (bescheiden) successen
Op de top van haar populariteit kroop ze nog twee keer in de huid van een historisch figuur. Ze speelde de Frans-Britse spion en verzetsstrijdster Odette Sansom in de oorlogsfilm Odette (1950) met Trevor Howard en Peter Ustinov aan haar zijde. Een jaar later gaf ze gestalte aan de 'vrouw met de lamp', de bijnaam van de moeder van de moderne verpleegkunde Florence Nightingale in The Lady with the Lamp (1951).
In 1953 keerde ze terug naar haar toneelroots. Ze scoorde een aanzienlijk succes met de musical The Glorious Days die in twee jaar tijd honderden keren werd opgevoerd. Wilcox verfilmde dat toneelsucces onder de titel Lilacs in the Spring (1954) en castte Errol Flynn naast Neagle. Zoals in de musical verliest Neagle het bewustzijn door een bomexplosie en begint ze te dromen dat ze Queen Victoria, Nell Gwyn en zelfs haar moeder is. Op het thuisfront was de film een bescheiden succes maar in de Verenigde Staten flopte hij.

#### Tanend succes
Toch bracht Wilcox Neagle en Flynn een tweede keer samen voor King's Rhapsody (1955), een andere verfilmde musical. De film werd nergens een succes. Neagle's aantrekkingskracht begon haar effect op het publiek te verliezen. My Teenage Daughter (1956), opgevat als het Britse antwoord op Rebel Without a Cause, was Neagle's laatste succes. In dit drama probeert Neagle haar dochter weg te houden van jeugdmisdadigheid.
Neagle vertolkte haar laatste filmrol in The Lady Is a Square (1959), een musicalfilmkomedie die meteen ook Wilcox' laatste film als regisseur was.

### Latere carrière
In 1964 werd Wilcox, die samen met Neagle nog verscheidene niet zo succesvolle films met de Britse zanger Frankie Vaughan had geproduceerd, bankroet verklaard. Daarop ging Neagle weer het podium op om een geslaagde comeback te maken in de zes jaar lang lopende musical Charlie Girl (1965–1971). De volgende jaren verscheen ze nog in meerdere musical- en theaterproducties.
Neagle leed op het einde van haar leven aan de ziekte van Parkinson, wat haar niet belette actief te blijven. In 1985 nog stond ze op de bühne in een productie van Cinderella in het London Palladium. Een jaar later overleed ze op 81-jarige leeftijd.

## Filmografie (alle films geregisseerd door Herbert Wilcox behalve anders vermeld)
- 1929 - Those Who Love (H. Manning Haynes)
- 1930 - The Chinese Bungalow (Arthur Barnes en J.B. Williams)
- 1930 - The School for Scandal (Maurice Elvey)
- 1930 - Should a Doctor Tell (H. Manning Haynes)
- 1932 - Goodnight, Vienna (Herbert Wilcox)
- 1932 - The Flag Lieutenant (Henry Edwards)
- 1933 - Bitter Sweet
- 1933 - The Little Damozel
- 1934 - Nell Gwyn
- 1934 - The Queen's Affair
- 1935 - Peg of Old Drury
- 1936 - Limelight
- 1936 - Three Maxims
- 1937 - Victoria the Great
- 1937 - London Melody
- 1938 - Sixty Glorious Years
- 1939 - Nurse Edith Cavell
- 1940 - Irene
- 1940 - No, No, Nanette
- 1941 - Sunny
- 1942 - They Flew Alone
- 1943 - Yellow Canary
- 1943 - Forever and a Day
- 1945 - I Live in Grosvenor Square
- 1946 - Piccadilly Incident
- 1947 - The Courtneys of Curzon Street
- 1948 - Elizabeth of Ladymead
- 1948 - Spring in Park Lane
- 1949 - Maytime in Mayfair
- 1950 - Odette
- 1951 - The Lady with a Lamp
- 1952 - Derby Day
- 1954 - Lilacs in the Spring
- 1955 - King's Rhapsody
- 1956 - My Teenage Daughter
- 1957 - No Time for Tears (Cyril Frankel)
- 1958 - The Man Who Wouldn't Talk
- 1959 - The Lady Is a Square

## Publicatie
- Anna Neagle: There's Always Tomorrow, autobiografie, W. H. Allen, 1974

- Bibsys: 1602157055006
- Biblioteca Nacional de España: XX4954805
- Bibliothèque nationale de France: cb146930141 (data)
- Gemeinsame Normdatei: 106138859X
- International Standard Name Identifier: 0000 0001 1761 2730
- Library of Congress Control Number: no89005891
- MusicBrainz: 3b700f20-d164-49e3-915a-c728351f72e9
- Nationale bibliotheek van Australië: 36512984
- SNAC: w6n377t2
- Trove: 1265165
- Virtual International Authority File: 46316426
- WorldCat: E39PBJtrYKGgHPhgFYRQTvQQbd